# Tordesillasi szerződés

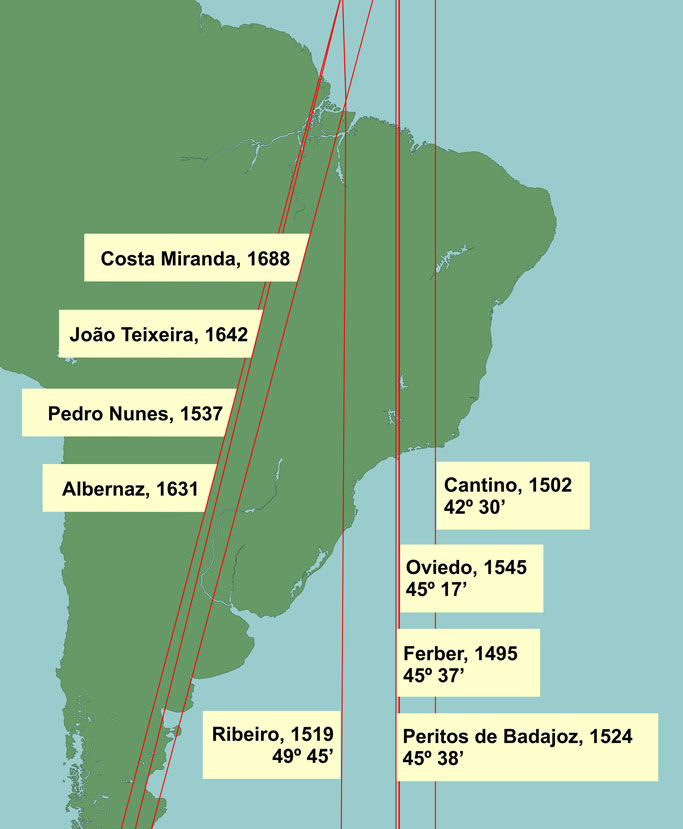
A tordesillasi szerződés határvonala a különböző térképészek szerint

A tordesillasi szerződés (portugálul Tratado de Tordesilhas, spanyolul Tratado de Tordesillas), amelyet 1494. június 7-én írtak alá a spanyolországi Tordesillas városában, Spanyolország és Portugália között osztotta fel az Európán kívüli újonnan felfedezett területeket. A felosztás a Zöld-foki-szigetektől 370 leugára nyugatra fekvő délkör (nyugati hosszúság 48°) mentén történt: az ettől nyugatra eső területek a spanyolok, a keletre esők pedig a portugálok érdekszférájába kerültek. A szerződést, amely a többi európai hatalmat kizárta a felfedezésekből, VI. Sándor pápa is szentesítette. A szerződés példányai 2007 óta rajta vannak az UNESCO „A világ emlékezete” listáján.

## Előzmények

### Portugál felfedezések 1494 előtt
Ceuta 1415-ös elfoglalása után és még inkább Tengerész Henrik korától a portugál hajósok aktívan keresték az új utakat India felé, Afrika partjai mentén dél felé hajózva. Útjaikban több tényező is motiválta őket, egyrészt ki akartak törni viszonylag elszigetelt helyzetükből az eurázsiai kereskedelemben, másrészt a munkaerőhiánnyal küszködő cukornádültetvényeik fellendítésére rabszolgákra volt szükségük. 1471-ben átlépték az Egyenlítőt, és 1484-ben annektálták Angolát. Az afrikai partok mentén kereskedelmi telepek és árulerakatok (feitoria) sorát hozták létre, Arguin (portugálul Arguim) szigetén berendezték afrikai kereskedelmük központját. Az 1480-as évektől erődítményeket emeltek az Aranyparton kereskedelmük és hódításaik védelmére.
Bartolomeu Dias 1487-ben elérte a Jóreménység fokát, és látta, hogy a part északkeletnek fordul. Még ugyanebben az évben Dom Pedro de Covilhã vezetésével expedíció indult Etiópiába, hogy felvegye a kapcsolatot az ottani keresztényekkel és felderítse, hogyan folyik a kereskedelem az Indiai-óceánon. Covilhã felderítette az Arab-tengert és Kelet-Afrika partjait, elérte Sofalát a Zambézi torkolatánál. Ez a két expedíció előkészítette Vasco da Gama későbbi tengeri útját Indiába.
A portugál kereskedelmi hálózat a 15. század végére már jelentős jövedelmet termelt, évi körülbelül 700 kg arany és 10 000 rabszolga érkezett Lisszabonba Nyugat-Afrikából.

### Spanyolország felfedezései és Kolumbusz Kristóf első két útja Amerikába
1492 előtt sem a Földközi-tengeri kereskedelemben érdekelt Aragónia, sem a főleg nagybirtokos nemesek által irányított Kasztília nem játszott komoly szerepet a földrajzi felfedezések történetében. Bár a Kanári-szigeteket elfoglalták, érdeklődésük középpontjában a spanyol egység létrehozása és a reconquista befejezése állt.
1492-ben azonban Kolumbusz Kristóf megkapta a katolikus királyok támogatását tervéhez, hogy az Atlanti-óceánon keresztülhajózva keressen új utat Indiába. Tervét 1486-ban már egyszer elutasította a spanyol uralkodópár, azonban az azóta a portugál udvart is megjárt hajós tervét tovább finomította, és a Granadát ostromló spanyolok ezúttal rábólintottak a vállalkozásra.
Kolumbusz 1 140 000 maravédit kapott, ebből 3 hajót szerelt fel, és 1492 augusztus 3-án 90 tengerésszel a fedélzeten elindult első útjára. október 12-én érkeztek meg a Karib-szigetekre, és a spanyol korona nevében birtokba is vették a földet abban a hitben, hogy Indiába jutottak el.
Kolumbusz első útján felfedezte a Bahama-szigeteket, Kuba és Hispaniola nyugati partjait. Egy évvel később visszatért, és feltérképezte Kuba déli partját, melyet Kína részének hitt.

### A két hatalom ellentéte
A spanyolok és a portugálok között már 1479-ben megállapodás született, melynek értelmében a portugálokat illette meg az atlanti-óceáni szállítmányozás joga, valamint az afrikai földek birtoka.
Ezt a megállapodást fejlesztette tovább a IV. Szixtusz pápa által 1481-ben kiadott Aeterni Regis kezdetű bulla, mely a két ország érdekszféráját a Zöld-foki szigeteken áthaladó délkör mentén választotta el.
Amikor híre jött, hogy Kolumbusz nyugat felől „elérte Indiát”, portugál körökben félelmet keltett az a kilátás, hogy a nagyobb szomszéd elvitathatja az addig szerzett portugál területeket és kereskedelmi lehetőségeket. Az időközben megváltozott viszonyoknak megfelelő megegyezés kidolgozására közvetlen tárgyalásokat kezdtek.
Megjegyzendő, hogy bár a portugálokat először elbizonytalanította a hír, de rövidesen arra a következtetésre jutottak, hogy Kolumbusz mégsem érhette el nyugat felől Indiát, és 1497-ben elindították Vasco da Gama első expedícióját Indiába az Afrika körüli úton.

## A szerződéskötés
1492-ben Spanyolország a Santa-Féi kapitulációban, melyet egyfelől a spanyol uralkodópár (Aragóniai Ferdinánd és Kasztíliai Izabella), másfelől Kolumbusz Kristóf kötöttek – kifejezte igényét az újonnan meghódítandó területek feletti tulajdonjogra. Ezzel Spanyolország felmondta az 1479-es megállapodást.
Ezt a spanyol igényt a spanyol származású (Borja/Borgia) VI. Sándor pápa 1493-ban egy bullájában elismerte. Ezt követően a pápa felajánlotta, hogy közvetít a spanyol és portugál igények összeegyeztetésében. Négy alkalommal tett javaslatot a demarkációs vonalra, jórészt a spanyol nyomásnak engedelmeskedve. Végül a pápai közreműködést mellőzve 1494 júniusában sikerült egyezségre jutniuk az érintett államoknak. Itt fogalmazták meg először az ún. „zárt tenger” doktrínáját, azaz olyan érdekszférák kialakítását határozták el, melyből kizárják a többi államot.

## A szerződés szövege

1502-ben meghatározott határvonal, amely kijelölte a spanyol és portugál hódítások határait. A térkép egy ismeretlen portugál térképész műve, amely első vevőjéről kapta a Cantino nevet, aki egy Portugáliában tevékenykedő olasz kém volt

A magas szerződő felek meghatalmazott képviselőik útján a már felfedezett és a jövőben felfedezendő szigetekkel és földrészekkel kapcsolatban felmerült kétségek és viták eloszlatására megállapodtak és megegyeztek abban, hogy sarktól sarkig, azaz az arktikus sarktól az antarktikus sarkig, északtól délre egy egyenes vonalat húznak a Zöld-foki-szigetektől 370 legua (kb. 2000 km) távolságra nyugat felé. Ezt a távolságot fokokban vagy más módon állapítják meg, lehető legjobban úgy, hogy se többet, se kevesebbet ne mutasson. Mindazok a szigetek, illetve szárazföldi területek, amelyeket Portugália királya, illetve az ő hajói felfedeztek, vagy fel fognak fedezni, e határvonaltól keletre, illetve azon belül északra, vagy délre, az említett portugál király úr és az ő utódai örökös tulajdonába mennek át. Azok pedig, amelyeket Kasztília és Aragon királya és királynője, illetve az ő hajóik az említett határsávtól nyugatra fedeztek fel, vagy fognak felfedezni északon, vagy délen, az említett király úr, illetve királynő és az ő utódai örökös tulajdonába mennek át.

## A szerződés következményei

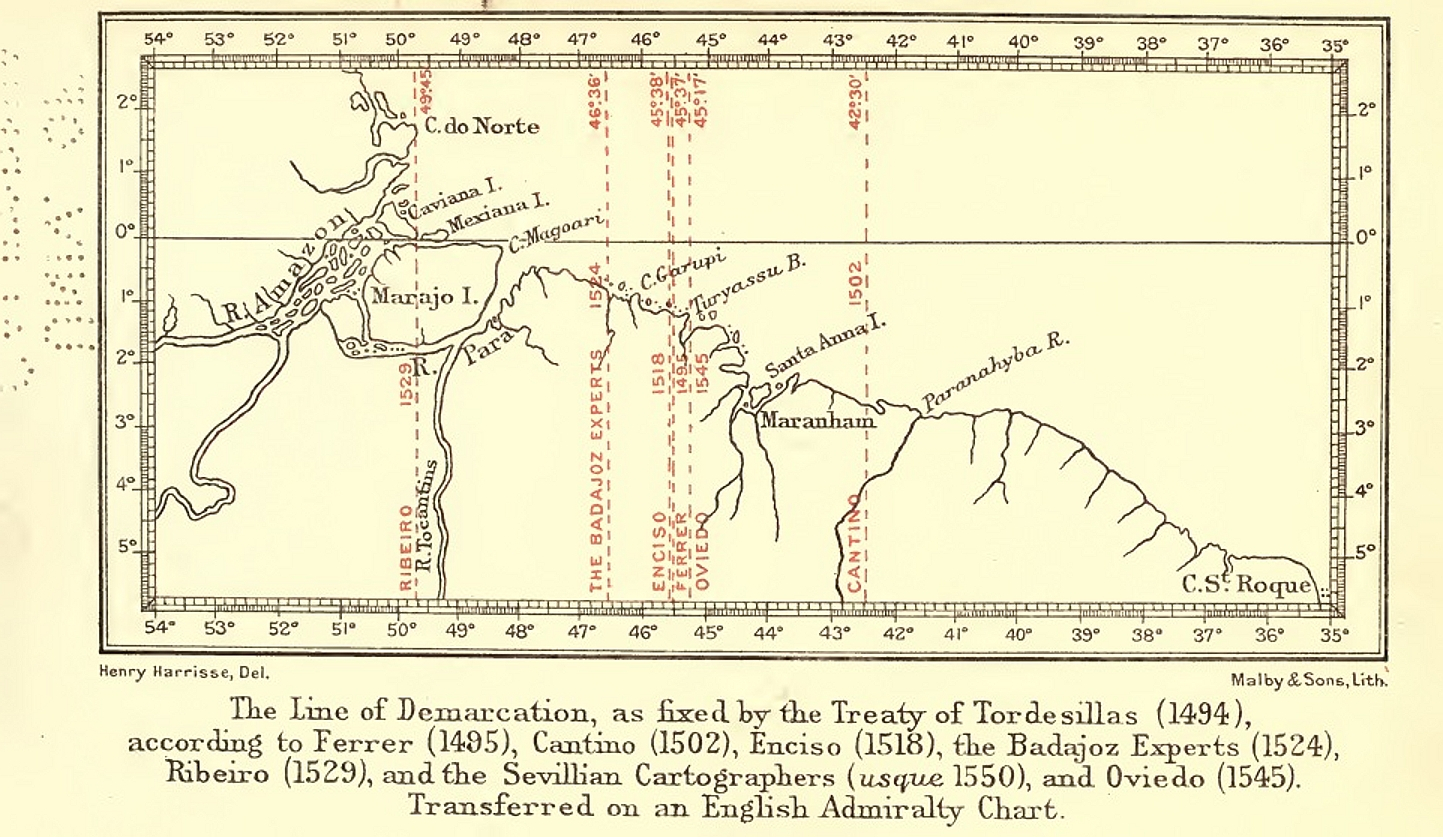
A tordesillasi szerződés határvonala az Amazonas torkolatánál, 16. század eleji, különböző becslések szerint

Bár ezt a szerződés megkötésekor elvileg még nem tudták a felek, a kijelölt határok értelmében a mai Brazília egy része portugál érdekszférába került. Először (a hivatalos portugál álláspont szerint véletlenül) Cabral jutott el 1500-ban Brazília keleti partjaihoz, és pillantotta meg a Monte Pascoal vidékét.
A szerződésre és annak pápai támogatására hivatkozva a spanyolok és portugálok még vagy száz évig megakadályozták (fenyegetésekkel vagy fegyveres erővel), hogy a déli féltekén a többi európai állam is részesedjen a földrajzi felfedezések hasznából.

## A szerződés hatályon kívül helyezése
Az eredeti tordesillasi szerződés csak kb. két évtizedre oldotta meg az akkor ismert világ felosztásának problémáját.
Az új földrajzi felfedezések, különösen Magellán Föld körüli útja (1519–1522), illetve az új tengeri hatalmak (Anglia, Hollandia, Franciaország) megjelenése először módosítandóvá, majd végül érvénytelenné tették a szerződést. A módosítás a spanyolok és portugálok közötti hatévi tárgyalást követően 1529-ben, a zaragozai szerződéssel történt meg. Ebben a másik féltekén, az indonéz szigetvilágon keresztül is meghúzták az érdekhatárt.
Később, a 17. században Anglia, Hollandia, Franciaország gyarmati terjeszkedésével a spanyol és portugál nyugat- és kelet-indiai birtokok elvesztek, így a tordesillasi szerződés ott érvényét vesztette. A dél-amerikai spanyol és portugál gyarmatok határainak rendezésénél azonban egészen a 18. század végéig hatályban maradt.

## Kapcsolódó szócikk
- Zaragozai szerződés (1529)